# 大城利弘
大城 利弘（おおしろ　としひろ、1949年 -）は米国占領下の沖縄（沖縄民政府）羽地村出身の武道師範。

## 経歴

### 青少年期
6歳で空手を学び始め、後に柔道と剣道を併せて学んだ。 10代の頃、知念正美の直接の弟子で沖縄に残っていた唯一の流派師範である喜舎場朝義に、西銘清らと共に山根流（または山根知念流）を学び始めた。島派松林流九段、山根流八段。 

### 壮年期
1978年に沖縄県警刑事を引退した後、アメリカに移住。
2019年の夏、沖縄に帰郷。

## 琉球武術研究道会
1985年、彼と喜舎場は沖縄武道の研究開発を専門とする組織RBKD（琉球武術研究道会）を設立した。彼は国内外でセミナーを開催している。